# Подвеликий Мох (заказник)
«Подвеликий Мох» (бел. Падвялікі Мох) — белорусский республиканский гидрологический заказник, расположенный на площади в 10647 га в Ганцевичском районе Брестской области Белоруссии. С 2015 года включён в сеть водно-болотных угодий, охраняемых согласно Рамсарской конвенции.

## История
С середины XIX века разрабатывались и с разной степенью успешности шли проекты по осушению местных болот. В 1990-х на пересушенных торфяниках возникали масштабные пожары. Постепенно учёным удалось доказать важность сохранения болот как основного фактора, сдерживающего пожары.
Гидрологический заказник Подвеликий Мох был создан в конце 2005 года в целях сохранения в естественном состоянии уникального лесоболотного комплекса с популяциями редких и находящихся под угрозой исчезновения видов дикорастущих растений и диких животных, включённых в Красную книгу Республики Беларусь.
30 марта 2015 года заповедник был включён в Европейскую сеть рамсарских угодий.

## Описание
Болотный массив Подвеликий Мох сформировался на месте древнего озера — Ясельдинского моря. Более четверти от общей площади заказника занимают болота, из них 73,5 % — верховые. На территории современного заказника преобладают почвы торфяно-болотные, дерново-глееватые заболоченные, по окраинам дерново-подзолистые песчаные и супесчаные. Толщина торфяного слоя составляет в среднем около 1 м.
Местное биоразнообразие составляют фауна, в которой насчитывается 459 видов сосудистых растений, из них 3 вида краснокнижных: Ива черничная, Берула прямая, Пухонос альпийский, и фауна со 185 видами наземных позвоночных животных (в том числе 8 видов амфибий, 5 — рептилий, 28 — млекопитающих). Орнитофауна представлена 147 видами птиц, для 141 подтверждено гнездование. Подвеликий Мох — место обитания коростеля, который занесён и Белорусскую и Европейскую Красные книги.
Из числа редких видов, занесённых в Красную книгу Республики Беларусь здесь обитают: Европейская болотная черепаха, чёрный аист, малый подорлик, змееяд, чеглок, серый журавль, трёхпалый дятел, коростень, орешниковая соня.